# Federazione Rivoluzionaria Armena
La Federazione Rivoluzionaria Armena (Hay Heghapokhakan Dachnaktsoutioun o Հայ Հեղափոխական Դաշնակցութիւն), conosciuta anche come Dashnak o con la sigla HHD, è un partito politico armeno. Il partito è attivo, oltre che in Armenia, in Libano e, in passato anche in Artsakh.
È stato fondato nel 1890 a Tbilisi, in Georgia, da Christapor Mikaelian, marxista, Stepan Zorian, populista, e Simon Zavarian, bakuninista che di fatto guiderà il partito. Al 2023, il partito opera in Armenia, Libano, Iran e nei Paesi in cui è presente la diaspora armena. Il partito è stato attivo anche in Artsakh fino all'offensiva azera del settembre 2023. Sebbene sia stato a lungo il partito politico più influente nella diaspora armena, la sua presenza proporzionale nell'Armenia moderna è relativamente minore. All'ottobre 2023, il partito era rappresentato in due parlamenti nazionali, con dieci seggi nell'Assemblea nazionale armena e tre seggi nel Parlamento libanese come parte dell'Alleanza dell'8 marzo.
È un partito d'ispirazione socialista ed è membro dell'Internazionale Socialista dal 2003.

## Storia

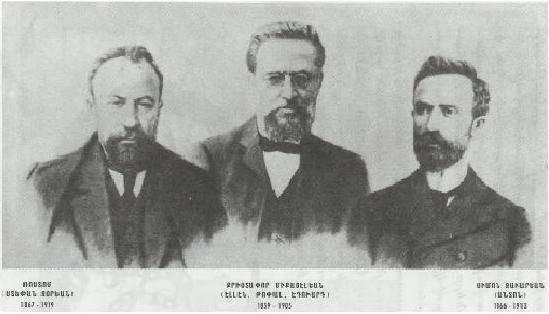
I fondatori dell'HHD da sinistra a destra: Stepan Zorian, Christapor Mikaelian e Simon Zavarian.

Nel 1889 Christapor Mikaelian aveva fondato l'organizzazione rivoluzionaria della Giovane Armenia (in armeno: Երիտասարդ Հայաստան), con l'obbiettivo di compiere una serie di attacchi nell'Armenia occidentale per poi scatenare una rivoluzione armata contro l'Impero ottomano. A Tiflis iniziarono a riunirsi anche altri gruppi rivoluzionari armeni con ideologie differenti, dal nazionalismo al liberalismo e al marxismo. Mikaelian, affiancato da Simon Zavarian e Stepan Zorian riuscirono a riunire tutti i gruppi in un'unica organizzazione facendo leva sul loro comune impegno per la liberazione degli armeni dal giogo ottomano attraverso la lotta rivoluzionaria. Così, nell'estate del 1890,venne fondata la Federazione Rivoluzionaria Armena (HHD).
Il Dashnak, almeno inizialmente, non chiedeva l'indipendenza, ma una serie di riforme volte ad ottenere la libertà di parola e di pensiero. Nel suo primo programma, infatti, HHD, pur definendosi socialista, non propugnava né la costruzione di uno stato socialista, né la riunificazione di tutti gli armeni con la nascita di una repubblica indipendente. Ciò che era richiesta era una libertà economica ed un'autonomia politica che consentissero di cancellare le ingiustizie e la corruzione.
Solo dopo la brutale repressione delle autorità ottomane contro le rivolte armene l'HHD iniziò ad impiegare le tattiche adottate da altri movimenti di estrema sinistra attivi all'epoca, tra cui l'azione diretta, la guerriglia e i tentativi di assassinio contro persone considerate una minaccia per il popolo armeno o per l'organizzazione. Questi metodi sarebbero poi culminati nell'Operazione Nemesis, nel corso della quale HHD uccise alcuni dei responsabili del genocidio armeno che erano fuggiti dalla Turchia dopo essere stati condannati a morte dalla magistratura turca. I più noti sono la presa di ostaggi alla Banca Imperiale Ottomana di Costantinopoli nel 1896 e il fallito assassinio del sultano ottomano Abdülhamid II nell'attentato alla Moschea di Yildiz. Altre azioni furono intraprese contro la politica ottomana, come quelle guidate dal comandante Vardan. Sempre nel 1896, il Dashnak partecipò come osservatore al Quarto Congresso della Seconda Internazionale, dove presentò il suo programma. Questo primo periodo fu caratterizzato dall'orizzontalità dell'organizzazione e da una struttura molto decentrata, acquisendo connotati diversi a seconda dello stato o regione in cui era presente. Ciò attirò il sostegno di simpatizzanti stranieri come Edward Joris e Pëtr Alekseevič Kropotkin, attraverso Alexander Atabekian. Alla fine del XIX secolo, la HHD rappresentava il 69,82% dei dossier di intelligence redatti dal governo ottomano per l'anarchismo.

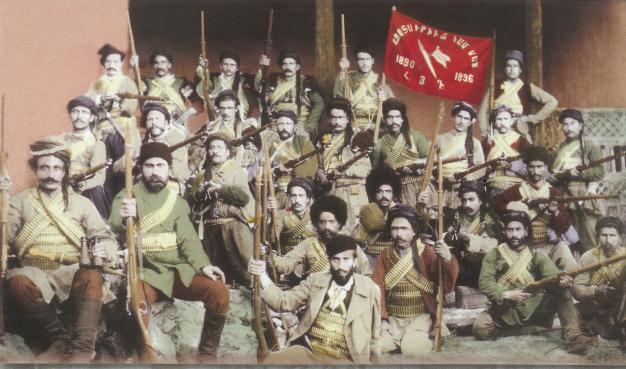
Gruppo di fedayi armeni in posa con una bandiera del Dashnak. Il testo in armeno recita: Libertà o morte.

Nel 1905 la HHD subì un duro colpo: il suo principale fondatore, Christapor Mikaelian, si uccise mentre maneggiava una bomba destinata a uccidere il sultano. Poco dopo un altro attentato fallì a Smirne e successivamente si registrarono ingenti sequestri di armi da parte delle autorità ottomane.
Di fronte alla politica di russificazione dell'imperatore Nicola II, il Dashnak, che aveva tenuto il suo terzo congresso a Sofia nel 1906, decise di estendere le sue attività all'Impero russo. Alcuni dei suoi rappresentanti, come Yeprem Khan, furono coinvolti nelle rivoluzioni di altri Paesi, come la rivoluzione costituzionale persiana. Al suo quarto congresso, tenutosi a Vienna nel 1907, il Dashnak decise di aderire alla Seconda Internazionale. Nel IV Congresso generale, svoltosi nel 1907, HHD cercò di conciliare le diverse sensibilità sorte negli armeni della "diaspora". HHD pur essendo, infatti, influenzato dalla corrente marxista di stampo russo, accolse anche le istanze di democrazia e libertà individuali, che gli armeni presenti nell'Europa occidentale avevano fatto proprie. Nel corso degli anni, HHD divenne punto di riferimento per tutti coloro che volessero porre l'attenzione internazionale sulla questione armena.
Nel 1908, quando il sultano Abdülhamid II fu rovesciato, il Dashnak sostenne i Giovani Turchi del Comitato per l'Unione e il Progresso, a differenza dell'Hentchak, che si oppose agli unionisti. HHD, che aveva dichiarato il suo sostegno ai Giovani Turchi al suo quinto congresso nel 1909, si dovette ben presto ricredere. Al suo sesto congresso, tenutosi a Costantinopoli nel 1911, il Dashnak denunciò le politiche del Comitato per l'Unione e il Progresso. Nel dicembre 1912, HHD assassinò Bedros Kapamadjian, sindaco armeno di Van, che era stato eletto nel 1909 con il sostegno del Comitato Unione e Progresso.
Con l'avvicinarsi dello scoppio della prima guerra mondiale, gli armeni erano consapevoli di rischiare di trovarsi tra l'Impero russo e l'Impero ottomano. All'ottavo congresso tenutosi a Erzurum nel luglio 1914, il Dashnak ribadì la politica scelta: gli armeni dovevano combattere lealmente per lo Stato di cui facevano parte. Tuttavia, come dimostra il discorso del 1923 di Hovhannes Kajaznuni, leader di HHD nel Caucaso e poi primo ministro della Repubblica d'Armenia (1918-1919), fin dall'inizio dell'autunno 1914 il partito aveva violato le conclusioni del suo stesso congresso organizzando gruppi di volontari per l'esercito russo, compresi gli armeni di nazionalità ottomana. A posteriori, Kajaznuni considerava questo reclutamento “un errore”. Il principale responsabile di questo reclutamento fu Garéguine Pasdermadjian, che era stato deputato di HHD per Erzurum dal 1908 al 1912. Sempre nell'ottobre 1914, il Dashnak organizzò un comitato per armare la popolazione armena di Van. Queste armi furono ottenute grazie all'appoggio della Russia zarista. Dopo la caduta dell'Impero russo, georgiani, armeni e azeri formarono un Comitato speciale per la Transcaucasia. Dopo il ritiro di georgiani e azeri, il 28 maggio 1918 il Consiglio nazionale armeno proclamò la nascita della Repubblica d'Armenia.
Il Dashnak si pose come il principale partito armeno durante la breve esperienza (1917-1921) della Prima Repubblica di Armenia e della Comune di Baku. Nel 1918 Kajaznuni di HHD formò il primo governo armeno, monocolore. Alle elezioni del 1919 HHD ottenne quasi il 90% dei consensi. Nel 1920, Mustafa Kemal Atatürk batté l'esercito armeno e HHD, sotto la pressione dei bolscevichi, diede vita ad un governo di coalizione, dividendosi però in due tronconi. Priva del sostegno dei paesi occidentali l'Armenia fu facilmente occupata dai Sovietici nel 1921. HHD venne, così, bandito dalla vita politica.
Negli anni sessanta del XX secolo HHD si andò riorganizzando in tutti quei Paesi dove erano emigrati gli armeni, prima per sfuggire al genocidio perpetrato dal governo turco, poi all'occupazione sovietica. HHD finì, così, per assumere posizioni spiccatamente nazionaliste e anticomuniste.

## Dall'indipendenza armena a oggi
Dopo l'indipendenza armena (1990), HHD divenne una delle principali forze di opposizione al Movimento Nazionale Panarmeno di Levon Ter-Petrossian, presidente armeno dal 1991 al 1998. Nel 1994 Ter-Petrossian bandì HHD dal Parlamento, accusandolo di essere un'organizzazione terrorista e facendone arrestare i leader. Il bando a HHD venne tolto solo nel 1998 quando Robert Kocharian succedette a Ter-Petrossian, costretto alle dimissioni dopo l'insuccesso della sua politica sul Nagorno Karabakh.
Alle elezioni politiche del 1999, HHD conquistò l'8% dei voti ed elesse 8 deputati, ponendosi all'opposizione del governo formato dagli esponenti del Blocco Unità, conservatori. Alle elezioni politiche armene del 2003 HHD incrementò i propri voti, ottenendo l'11,4% dei consensi, entrando, così, a far parte del governo, insieme al Partito Repubblicano d'Armenia, conservatori, e a Governo della Legge, centristi.
Alle elezioni politiche del 2007, HHD ottenne il 13,6% dei voti ed elesse 5 deputati in più. Alle elezioni parlamentari del 2017 i deputati conquistati in Parlamento sono stati sette grazie agli oltre centomila voti ottenuti. Ma alle nuove consultazioni dell'anno successivo il consenso si è più che dimezzato e non ha eletto nessun parlamentare.
Alle elezioni del 2021 ha ottenuto 10 seggi in parlamento.

## La presenza in Artsakh (Nagorno Karabakh)
Le ultime elezioni del 2020 hanno fatto registrare una perdita di consenso del partito nella repubblica de facto anche in conseguenza del proliferare di liste minori che hanno parzialmente occupato il suo bacino elettorale. Nonostante il forte calo di consensi è riuscito comunque a far eleggere tre deputati nell'Assemblea nazionale.
Dopo la riconquista azera dell'Artsakh nel settembre 2023, con il conseguente scioglimento di tutte le istituzioni statali, ha costretto il partito ad abbandonare la regione, impossibilitata ad operarvi a causa della presenza degli azeri.

## Risultati elettorali

### Armenia
| Elezione | Voti ottenuti | % voti | Seggi totali |
| -------- | ------------- | ------ | ------------ |
| 1995     | n.d.          | n.d.   | 1            |
| 1999     | 84.232        | 7,79   | 5            |
| 2003     | 136.270       | 11,36  | 11           |
| 2007     | 177.907       | 13,16  | 16           |
| 2012     | 85.550        | 5,68   | 5            |
| 2017     | 103.173       | 6,58   | 7            |
| 2018     | 48.811        | 3,89   | 0            |
| 2021     |               |        | 10           |

### Artsakh
| Elezione | Voti ottenuti | % voti | Seggi totali |
| -------- | ------------- | ------ | ------------ |
| 2000     | n.d.          | n.d.   | 9            |
| 2005     | 14.534        | 24,4   | 3            |
| 2010     | 12.725        | 19,1   | 6            |
| 2015     | 12.965        | 18,8   | 7            |
| 2020     | 4.717         | 6,4    | 3            |